# Ossip Schubin

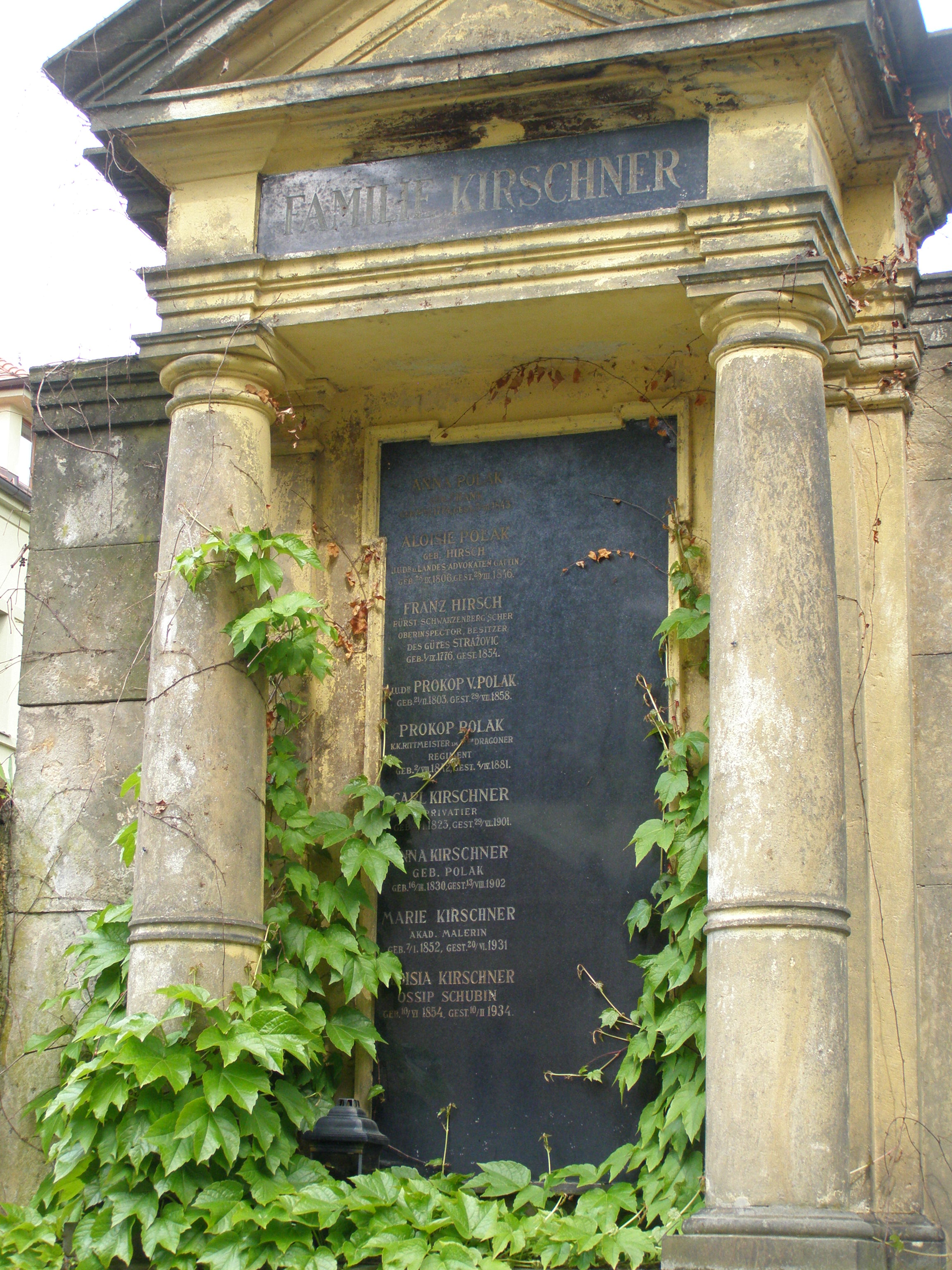
Hrob sester Kirschnerových na pražských Malvazinkách

Ossip Schubin, vlastním jménem Aloisia Kirschnerová, zvaná též Lola Kirschner, 17. června 1854 Praha – 10. února 1934 tamtéž
) byla německo-česká spisovatelka. 

## Životopis
Narodila se v bohaté asimilované židovské rodině. Otec byl velkostatkář a podnikatel Karl Kirschner, majitel statků Lochkov a Radlice a zakladatel Radlické mlékárny, matka Anna, roz. Poláková (1830–1902). Měla sestru Marii (1852–1931) a bratra Karla (1857–1912).
V mládí hodně cestovala se svou matkou a sestrou Marií, včetně Mnichova, Paříže, Bruselu, Petrohradu a Říma, kde byla uvedena do uměleckých a vědeckých kruhů. Setkala se mj. s Ivanem Sergejevičem Turgeněvem, George Sandovou a Alfredem Meissnerem. Svůj pseudonym Ossip Schubin si vypůjčila z jednoho Turgeněvova románu. V letech 1887–1914 žila spolu se svou sestrou Marií v Berlíně. Jejich salon, kde se scházeli spisovatelé, malíři a hudebníci patřil k nejprestižnějším adresám.  
Její první novela Verkannt und verfehlt erschien vyšla v Praze. Další publikace následovaly v časopisech Schorers Familienblatt, Deutsche Rundschau a Über Land und Meer. Ossip Schubin byla představitelkou tzv. dekorativního naturalismu. Jejími literárními vzory byli např. Turgeněv, Maupassant, či George Sandová. 
Byla ve druhé polovině 19. století úspěšnou spisovatelkou s velkou tvorbou – do konce života napsala kolem 45 románů. Už za jejího života existovaly tři překážky její recepce, které se navzájem posilovaly a které se pak po její smrti staly rozhodujícími: byla německy píšící spisovatelkou v Čechách, byla židovkou a byla ženou.

## Dílo
| Schuldig (Roman 1883)                                                                                                   | Toter Frühling (Erzählung in 2 Bdn. 1893)                               |
| Ehre (Roman. Heinrich Minden, Dresden 1883 [recte 1882]) = zum Roman umgearbeitete Erzählung Der gewisse Baron Riedheim | Schatten (Novellen 1893)                                                |
| Die Geschichte eines Genies. Die Gabrizzi (Novellen 1884)                                                               | Gebrochene Flügel (Roman 1894)                                          |
| Mal'occhio und andere Novellen (1884; 4. Auflage 1901 u.d.T. Es fiel ein Reif in der Frühlingsnacht)                    | Woher tönt dieser Mißklang durch die Welt? (Roman in 3 Bdn. 1894)       |
| Unter uns (Roman in 2 Bdn. 1884)                                                                                        | Con fiocchi (Roman 1896)                                                |
| Ein Frühlingstraum (Novellen 1884)                                                                                      | Maximum. Roman aus Monte Carlo (1896)                                   |
| Bravo rechts! Eine lustige Sommergeschichte (1885)                                                                      | Wenn's nur schon Winter wär'! (Roman 1897)                              |
| Gloria victis! (Roman in 3 Bdn. 1885)                                                                                   | Die Heimkehr (Roman 1897)                                               |
| Erinnerungen eines alten Österreichers (Erzählungen 1886)                                                               | Vollmondzauber (Roman in 2 Bdn. 1899)                                   |
| Erlachhof (Roman in 2 Bdn. 1887)                                                                                        | Peterl. Eine Hundegeschichte (1900)                                     |
| Etiquette. Eine Rokoko-Arabeske (1887)                                                                                  | Slawische Liebe (Novellen 1900)                                         |
| Asbéin. Aus dem Leben eines Virtuosen (1888)                                                                            | Im gewohnten Geleis (Roman 1901)                                        |
| Dolorata (Novelle 1888)                                                                                                 | Marsa (Erzählung 1902)                                                  |
| Unheimliche Geschichten (1889)                                                                                          | Refugium peccatorum (Roman 1903)                                        |
| Boris Lensky (Roman in 3 Bdn. 1889)                                                                                     | Der Gnadenschuß (Erzählung 1905)                                        |
| Bludicka. Erzählung aus dem slavischen Volksleben (1890)                                                                | Blanche (1905)                                                          |
| O du mein Österreich (Roman in 3 Bdn. 1890)                                                                             | Der arme Nicki. Geschichte eines aus der Reihe Gefallenen (2 Bde. 1906) |
| Heil dir im Siegerkranz (Erzählung 1890)                                                                                | Primavera (Novelle 1908)                                                |
| Ein müdes Herz (Erzählung 1892)                                                                                         | Miserere nobis. Die Tragödie eines Idealisten (Roman in 2 Bdn. 1910)    |
| Gräfin Erikas Lehr- und Wanderjahre (Roman in 3 Bdn. 1892)                                                              | Monsieur Paul (Schauspiel 1912)                                         |
| Torschlußpanik (Erzählung 1892)                                                                                         | Die Flucht nach Amerika (Roman 1914)                                    |
| Finis Poloniae (Roman 1893)                                                                                             | Der Rosenkavalier (1924)                                                |

### České překlady
- Bludička: povídka ze slovanského národního života – přeložil Josef Karásek. Praha: Místodržitelská knihtiskárna (MK), 1896. 89 s.
- Con fiocchi! (S parádou!): román – př. Josef Karásek. Praha: MK, 1896. 162 s.
- Had – in: 1000 nejkrásnějších novell... č. 57; úvod František Sekanina; př. Karla Jelínková. Praha: J. R. Vilímek, 1913
- Útočiště trpících (Refugium peccatorum) díl I–III – př. Rudolf Čížek. Praha: Ladislav Šotek, 1928. 258 s.
- Slovanská láska: tři povídky  – př. Rudolf Čížek. Praha: Ladislav Šotek, 1929. 219 s.

### Poznámka
1. ↑  Některé zdroje uvádějí jako místo úmrtí zámek Košátky;[5] to však neodpovídá matričnímu záznamu.